# Линдфорс, Вивека
Эльса Вивека Торстенсдоттер Линдфорс (швед. Elsa Viveca Torstensdotter Lindfors; 29 декабря 1920, Уппсала — 25 октября 1995, там же) — шведская и американская актриса.

## Биография
Отец — издатель книг по искусству, мать — художница. Закончила актёрскую школу при Королевском драматическом театре Швеции. В 1940 году дебютировала в фильме Ивара Юханссона, играла в театре и кино, снималась у Пера Линдберга, Арне Матссона, Хассе Экмана. В 1946 году подписала контракт с фирмой Warner Bros. и переехала в США, работала в Голливуде. В 1951 году получила американское гражданство.
Снималась с Лизабет Скотт, Вирджинией Мейо, Гленном Фордом, Рональдом Рейганом, Чарлтоном Хестоном, Эрролом Флинном, Джозефом Коттеном, Майклом Кейном и др. Работала на телевидении, снималась в нескольких сериалах, в том числе — в сериале American Broadcasting Company Жизнь продолжается, за что получила премию «Эмми». В целом снялась в 140 теле- и кинофильмах.
На сцене играла в драмах Шекспира, Стриндберга, Брехта, Теннесси Уильямса, выступала в мюзиклах. В 1990 по пути в нью-йоркский театр подверглась нападению на улице, ей поранили лицо бритвой. После наложения швов актриса включилась в репетиции.
Четырежды была замужем. Её мужьями были шведский кинооператор Харри Хассо, Фольке Рогард, режиссёры Дон Сигел и Джордж Табори. Двое из детей — Лена и Кристофер Табори — стали актёрами.
В 1995 году вернулась в Швецию, чтобы играть в драме В поисках Стриндберга. Скончалась от последствий ревматоидного артрита. Похоронена на родине.

## Избранная фильмография
- 1948: Похождения Дон Жуана/ The Adventures of Don Juan (Винсент Шерман)
- 1949: Во веки ночей/ Night Unto Night (Дон Сигел)
- 1949: Singoalla (Кристиан-Жак)
- 1950: Не пой мне грустных песен/ No Sad Songs for Me (Рудольф Мате)
- 1950: Ответный огонь/ Backfire (Винсент Шерман)
- 1950: Тёмный город/ Dark City (Уильям Дитерле)
- 1950: По эту сторону закона/ This Side of the Law (Ричард Л. Бэр)
- 1951: Четверо в джипе/ Die Vier im Jeep (Леопольд Линдберг)
- 1952: No Time for Flowers (Дон Сигел)
- 1955: Мунфлит/ Moonfleet (Фриц Ланг)
- 1958: Я обвиняю!/ I Accuse! (Хосе Феррер)
- 1958: Свадьбы и дети/ Weddings and Babies (Моррис Энджел)
- 1958: Буря/ La Tempesta (Альберто Латтуада)
- 1960: История Руфи/ The Story of Ruth (Генри Костер)
- 1961: Царь царей/ King of Kings (Николас Рей)
- 1962: За закрытыми дверями/ No Exit (Тед Данилевски, Орсон Уэллс по пьесе Сартра; Серебряный медведь Берлинского МКФ за лучшую женскую роль)
- 1963: Проклятые/ The Damned (Джозеф Лоузи)
- 1967: Тёмные сны августа/Oscuros sueños de agosto (Мигель Пикасо по сценарию Виктора Эрисе)
- 1967: Дневник Анны Франк/ The Diary of Anne Frank (Алекс Сигал, телевизионный)
- 1970: Загадка незаконнорождённого/ Puzzle of a Downfall Child (Джерри Шацберг)
- 1972: Дом без границ/ La casa sin fronteras (Педро Олеа)
- 1973: Какими мы были/ The Way We Were (Сидни Поллак)
- 1976: Добро пожаловать в Лос-Анджелес/ Welcome to L.A. (Алан Рудольф)
- 1977: Табу/ Tabu (Вильгот Шёман)
- 1978: Свадьба/A Wedding (Роберт Олтмен)
- 1979: Линус и загадочный дом из красного кирпича/ Linus eller Tegelhusets hemlighet (Вильгот Шёман)
- 1980: Мэрилин: Нерассказанная история/ Marilyn: The Untold Story (Джек Арнолд и др. по роману Нормана Мейлера, телевизионный)
- 1981: Рука/ The Hand (Оливер Стоун; номинация на премию Сатурн за лучшую женскую роль второго плана)
- 1982: Внутри Третьего рейха/ Inside the Third Reich (Марвин Чомский по автобиографической книге Альберта Шпеера)
- 1982: Калейдоскоп ужасов/ Creepshow (Джордж Ромеро)
- 1985: Верняк/ The Sure Thing (Роб Райнер)
- 1987: Конопатый Макс и привидения/ Pehavý Max a strasidlá (Юрай Якубиско)
- 1987: Rachel River (Сэнди Смолян; специальное упоминание жюри МКФ Санденс)
- 1987: Незаконченное дело/ Unfinished Business (Вивека Линдфорс по собственному сценарию)
- 1987: Берегись, дама!/ Lady Beware (Кэрин Артур)
- 1990: Люба/ Luba (Алехандро Агрести)
- 1991: Зандали/ Zandalee (Сэм Пиллсбери)
- 1992: К северу от Питтсбурга/ North of Pittsburgh (Ричард Мартин; премия Джини за лучшую главную женскую роль)
- 1994: Звёздные врата / Stargate (Роланд Эммерих)
- 1995: Run for Cover (Ричард Хайнс)
- 1995: Прошлым летом в Хэмптоне/ Last Summer in the Hamptons (Генри Яглом)
- 1996: В поисках Ричарда/ Looking for Richard (Аль Пачино по драме Шекспира)

## Автобиография
- Viveka—Viveca. Stockholm: Bonnier, 1978 (англ. пер.: New York: Everest House, 1981).

## Признание
Премия Стокгольмского МКФ за жизненное достижение (1992).